# Apollonia Vitelliová
Apollonia Vitelliová je fiktivní postava z románu Kmotr od Maria Puza.

## Charakteristika
Apollonia Vitelliová je Siciliánka, její otec vlastní kavárnu. Michael Corleone, ukrývající se na Sicílii před zákonem USA, se do ní zamiluje („zásah blesku“). Apollonia se za Michaela brzy vdá, po svatbě otěhotní. Michael ji učí anglicky a řídit auto. Jednou se Michael chystá autem odjet, ona na něj troubí, že k němu dojede. V automobilu je nastražena bomba, při nastartování automobil vybuchne a Apollonia umírá. Pastevec Fabrizzio, který atentát na Michaela spáchal, je později zavražděn ve své pizzerii v USA.